# Jelcz 080
Jelcz 080 – polski autobus podmiejski i międzymiastowy, produkowany przez Jelczańskie Zakłady Samochodowe w Jelczu (obecnie Jelczu-Laskowicach) koło Oławy. Połączenie zmodyfikowanego nadwozia miejskiego Jelcza PR110 z podwoziem samochodu ciężarowego Star 200 w wersji 200A.

## Historia

### Geneza

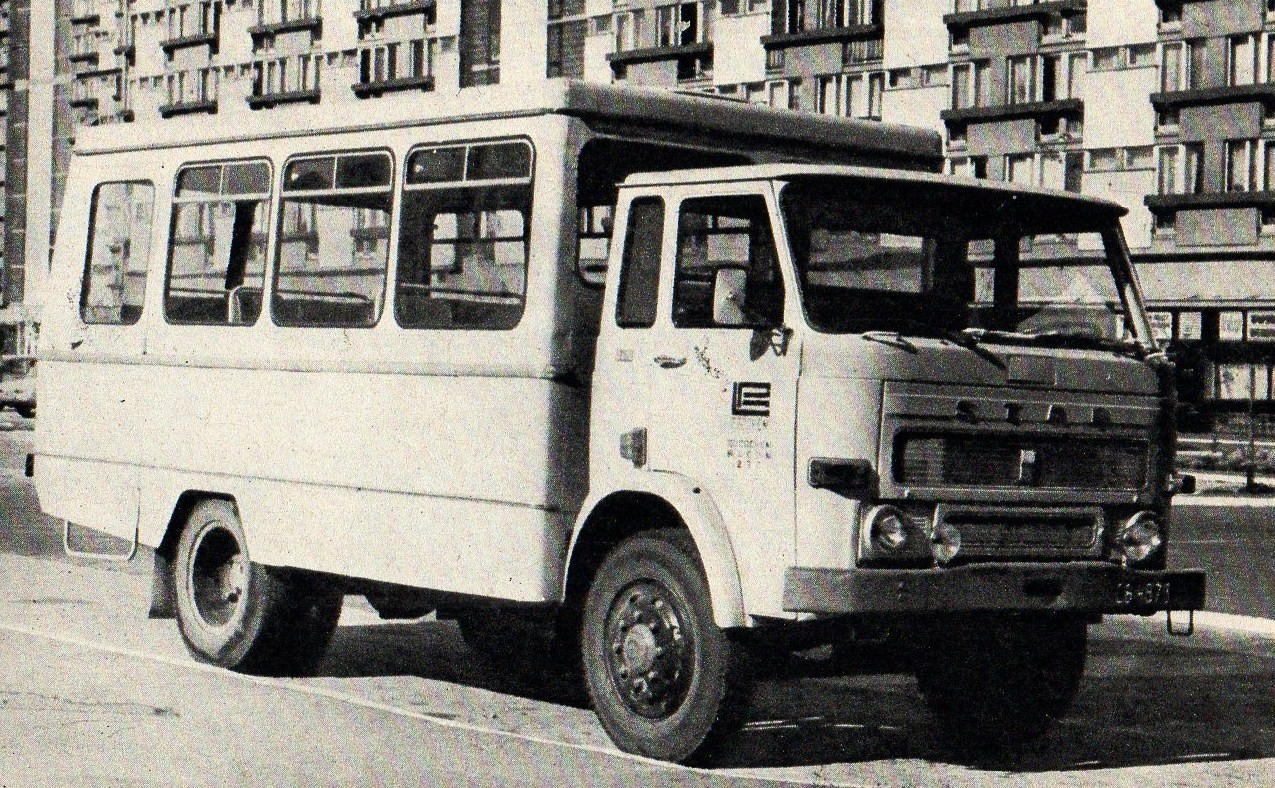
Osinobus na bazie Stara 29

Na początku lat 70. XX wieku władze Polskiej Rzeczypospolitej Ludowej podjęły decyzję o modernizacji taboru komunikacji miejskiej. W tym celu już w latach 1970–1972 na warszawskich ulicach rozpoczęto testy modeli: węgierski Ikarus 242, zachodnioniemiecki Magirus-Deutz M170-S11H, francuski Berliet PR100, włoski FIAT 420A, brytyjsko-duński Leyland Lidrt 12/4 Worldmaster, hiszpański Pegaso 5023, japoński Hino RC620 i czechosłowacka Karosa SM11. Zwycięzcą został Berliet PR100. Od początku model ten był uważany za przejściowy, gdyż ze względu na większe potrzeby przewozowe planowano go wydłużyć poprzez dodanie jeszcze jednej pary drzwi. Nowy Jelcz PR110 był autobusem 12-metrowym wyposażonym w trzy pary drzwi. Pojazdy te były wykonywane w 50% z części sprowadzanych z Francji.
W 1973 r. powstał 9-metrowy autobus klasy midi Autosan H9. W tym czasie ani Jelcz, ani drugi polski producent autobusów – Autosan nie produkowali autobusów klasy mini do obsługi linii o małym natężeniu ruchu. Dostępny był jedynie Osinobus oraz wytwarzane w warunkach warsztatowych przeróbki ciężarówek Star. Rozwój komunikacji miejskiej na terenach podmiejskich, komunikacji nocnej oraz potrzeby szkół, hoteli i sanatoriów na małe autobusy spowodował konieczność budowy również autobusów tej wielkości, gdyż istniejące na rynku mikrobusy były z kolei zbyt małe.

### Produkcja

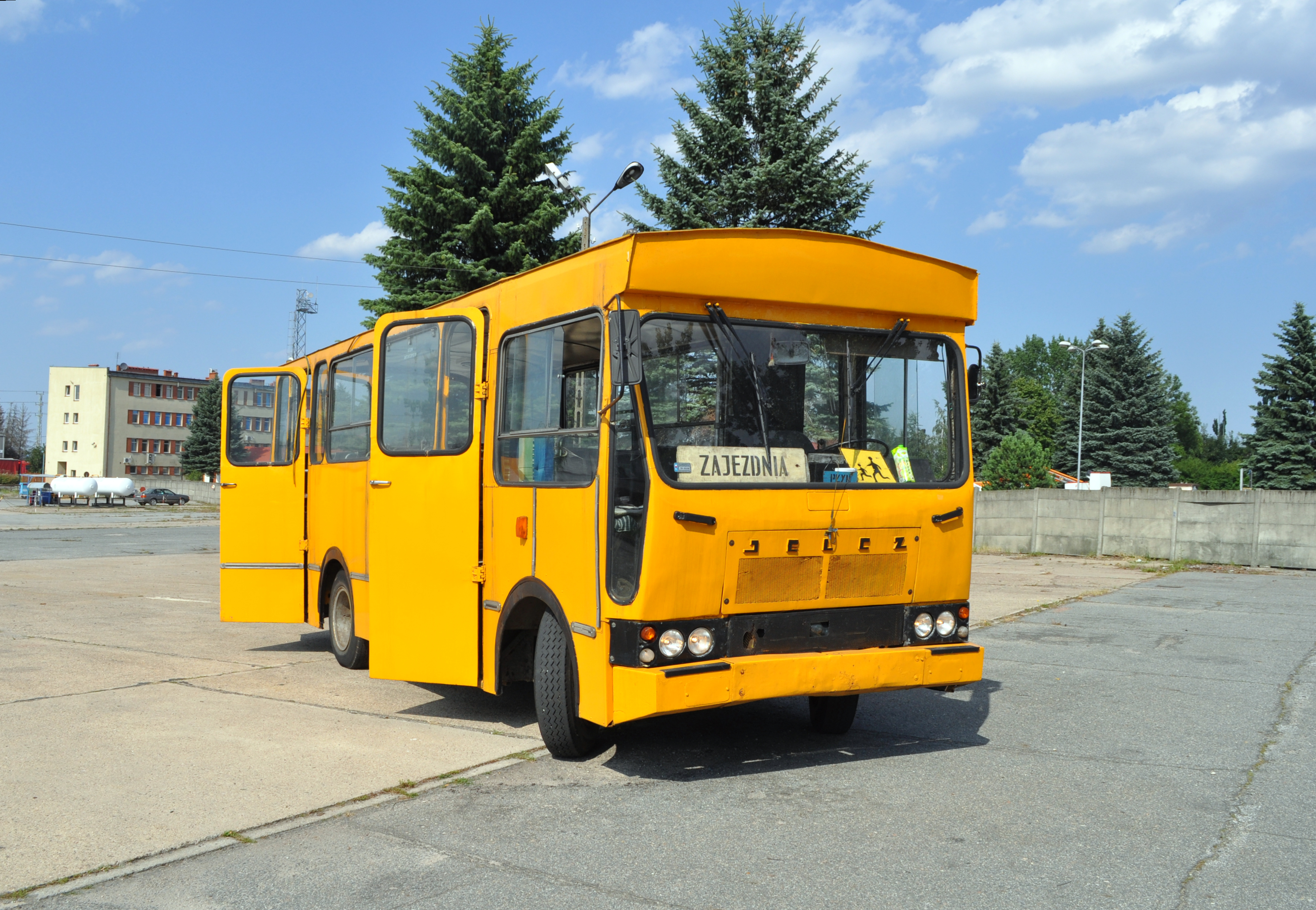
Jelcz 080

W 1974 r. ruszyły prace projektowe nad nowym autobusem. W 1977 r. w jelczańskiej prototypowni powstał jeżdżący model autobusu. Projekt ten początkowo nie cieszył się poparciem władz przedsiębiorstwa, które było nastawione głównie na duże samochody ciężarowe i autobusy miejskie. Mimo tego prototyp został wystawiony na wystawie zorganizowanej przez POLMOT i wzbudził powszechne zainteresowanie. Autobus spodobał się I sekretarzowi KC PZPR Edwardowi Gierkowi, który stwierdził „takiego autobusu nam trzeba”. Ostateczna decyzja o rozpoczęciu produkcji zapadła na II Krajowej Konferencji KC PZPR w 1978.
We wrześniu 1978 pierwszy Jelcz 080 zjechał z taśmy montażowej. W maju 1979 liczba wyprodukowanych sztuk przekroczyła 400. 1 czerwca 1979 został przekazany pierwszy Jelcz 080 w wersji szkolnej, ze specjalnymi miejscami dla najmłodszych. Autobus ten został wykonany tylko w jednym egzemplarzu. Egzemplarz ten wyróżniał się też drzwiami w układzie 0-1-0.
W 1980 r. został zaprezentowany Jelcz 080 w wersji turystycznej wyposażony w fotele lotnicze.
W 1984 r. produkcja została zakończona. Wykonano łącznie 1051 sztuk tego modelu. W tym samym roku Autosan zaprezentował modele H6-01 i H6-02.

### Eksploatacja
Jelcze 080 były wykorzystywane głównie przez przedsiębiorstwa, które musiały dostarczać większą liczbę robotników na względnie niewielkie odległości oraz przez szkoły. Wiele autobusów tego typu zostało przebudowane na wozy kempingowe i pojazdy użytkowe. Pojedyncze egzemplarze były wykorzystywane w komunikacji miejskiej w średnich miastach nawet do pierwszej dekady XXI wieku. Autobus nie wzbudził zainteresowania PKS-u, który preferował wyroby Autosana.

## Konstrukcja

### Podwozie

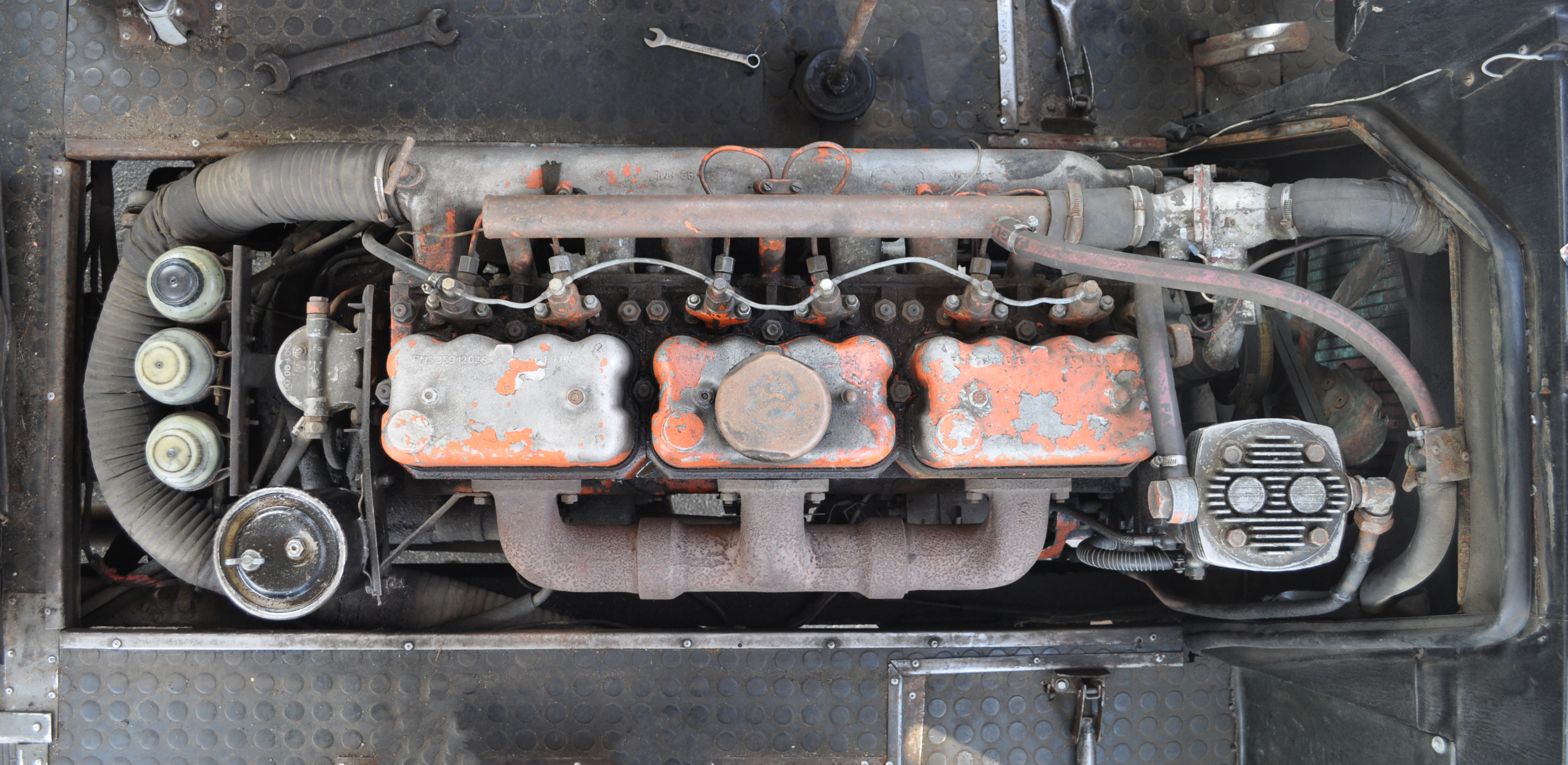
Silnik

Podwozie Jelcza 080 pochodziło z przekonstruowanego podwozia lekkiej ciężarówki Star 200 i nosiło oznaczenie Star 200 A.

#### Układ napędowy
Pojazd początkowo był napędzany 6-cylindrowym silnikiem wysokoprężnym typu S359 o mocy 150 KM i pojemności 6,842 litra produkowany przez FSC Starachowice. W późniejszych egzemplarzach montowano nieznacznie słabsze silniki typu 6C107/A7 o mocy maksymalnej 138 KM i pojemności 6,54 litra produkowany przez WSW PZL Andrychów. Jednostka ta była stosowana również w Autosanach H9.
Moc silnika była przenoszona za pomocą sprzęgła typu 70.12.0.000. Sprzęgło to było jednotarczowe suche z okładzinami ciernymi. Sterowaniem nim odbywało się poprzez wspomaganie hydrauliczne. Średnica tarczy wynosiła 353 mm (14 cali). Następnie napęd był przenoszony mechaniczną skrzynią biegów ZF S5-45 lub AK5-45. Oba modele miały takie same parametry techniczne. Skrzynie te były pięciobiegowe (plus bieg wsteczny) sterowane manualnie za pomocą dźwigni. Wał napędowy był dzielony podwieszony do poprzeczki ramy za pomocą łożyska pośredniego. Most tylny posiadał przekładnie Gleasona o przełożeniu 5,43. Układ napędowy pozwalał na ciągnięcie przyczepy Jelcz P080.

#### Układ kierowniczy
Układ kierowniczy składał się z przekładni śrubowo-kulkowej z integralnym wspomaganiem hydraulicznym ZF 8060. Kolumna kierownicy była przegubowa bez możliwości regulacji. Układ posiada zintegrowane wspomaganie hydrauliczne. Maksymalne wychylenie ramienia kierowniczego wynosi 90°.

#### Zawieszenie i układ hamulcowy
Zawieszenie na obu osiach było zależne, na półeliptycznych resorach. Zawieszenie przednie posiadało dodatkowo amortyzatory typu Armstrong natomiast tylne poprzeczny stabilizator drążkowy. Dodatkowe resory były gumowe, drążone dwukuliste.
Autobus posiada dwa układy hamulcowe. Roboczy dwuobwodowy hamujący niezależnie poszczególne osie. Układ ten ma wspomaganie hydrauliczne. Hamulec postojowy przytrzymywał tylną oś uruchamiany był siłownikami sprężynowo-powietrznymi. Układ hamulcowy pozwalał na holowanie przyczepy wyposażonej w hamulec.

### Nadwozie

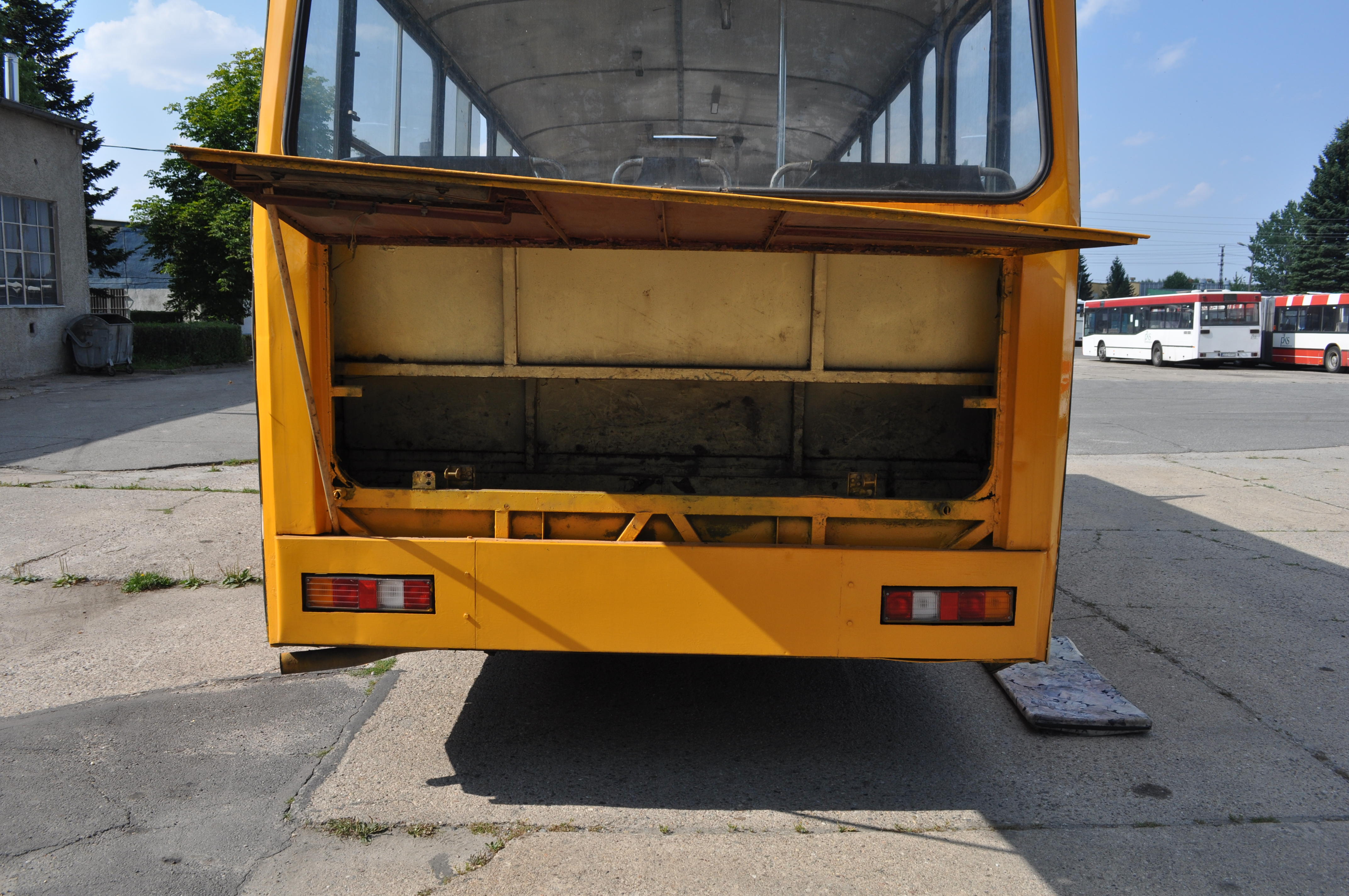
Bagażnik

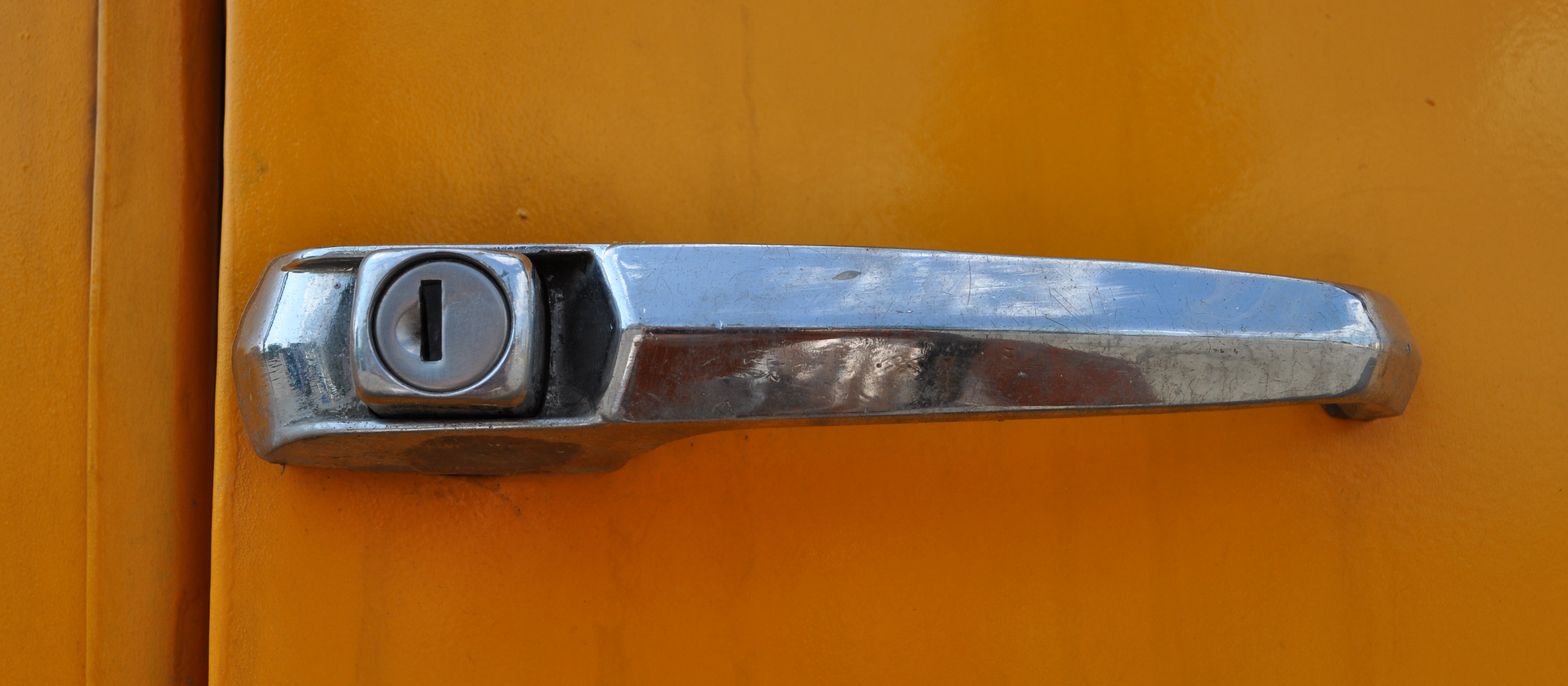
Klamka

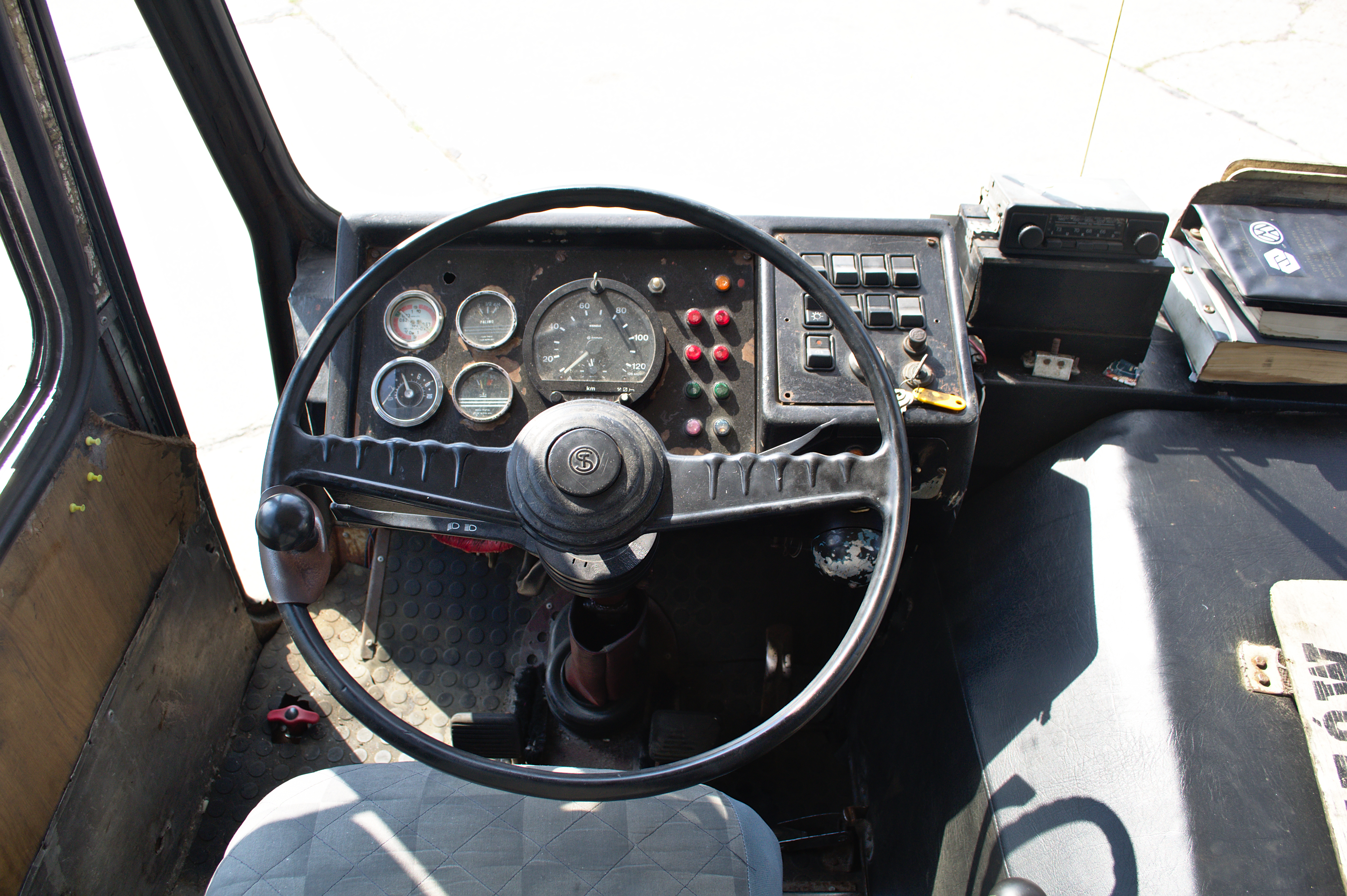
Deska rozdzielcza i kierownica

#### Kratownica i karoseria
Kratownica i karoseria były zmodyfikowaną karoserią Jelcza PR110. Szkielet wykonano z profili o przekroju prostokątnym.

#### Drzwi
Jelcz 080 wyposażony był w dwie pary otwieranych ręcznie drzwi jednoskrzydłowych w układzie 0-1-1, umieszczonych tuż za osią przednią oraz na tylnym zwisie. Element ten pochodził z autobusu międzymiastowego Jelcz PR110I. W przedprototypie z 1977 roku oraz egzemplarzu prototypowym z 1978 roku zastosowano klamki zewnętrzne z modelu Jelcz 043, natomiast egzemplarze seryjne wyposażane były w klamki pochodzące z samochodów ciężarowych produkowanych przez JZS.

#### Siedzenia
Pojazd wyposażony jest w 31 miejsc siedzących i 9 stojących. Siedzenia są typu miękkiego. Pokryte skóropodobnym tworzywem (skaj), a w środku wyściełane gąbką. Siedzenia pochodzą z Jelcza PR110M. Siedzenie kierowcy jest regulowane w pionie i poziomie produkowane na licencji Grammer.

#### Ogrzewanie i wentylacja
Stanowisko kierowcy oraz przednia szyba były ogrzewane za pomocą układu chłodzenia silnika. Przestrzeń pasażerska była ogrzewana niezależnie od silnika agregatem Sirocco produkowanym w NRD. Wentylacja była zapewniona za pomocą wentylatorów elektrycznych oraz otwieranych okien bocznych i dachowych.

#### Instalacja elektryczna i oświetlenie
Instalacja elektryczna i oświetlenie pochodzi z Jelcza PR110. Jedyną różnicą jest przystosowanie prototypów do ciągnięcia przyczep. Instalacja jest jednoprzewodowa (minusem jest masa) z napięciem nominalnym 24 V. Prąd generował alternator o mocy 840 W oraz dwa podłączone szeregowo akumulatory o napięciu nominalnym 12 V i pojemności 165 Ah.